# Whiskey for the Holy Ghost
Whiskey for the Holy Ghost è il secondo album solista di Mark Lanegan, ex cantante degli Screaming Trees, pubblicato nel 1994 dalla Sub Pop.

## Tracce
1. The River Rise – 4:29
2. Borracho – 5:40
3. House a Home – 3:07
4. Kingdoms of Rain – 3:24
5. Carnival – 3:40
6. Riding the Nightingale – 6:17
7. El Sol – 3:42
8. Dead on You – 3:11
9. Shooting Gallery – 3:32
10. Sunrise – 2:55
11. Pendulum – 2:12
12. Judas Touch – 1:37
13. Beggar's Blues – 5:36

## Formazione
- Mark Lanegan - voce, chitarra
- John Agnello - ingegnere del suono, missaggio
- Krisha Augerot - coro
- Sally Barry - coro
- Ed Brooks - ingegnere del suono
- Frank Cody - organo, piano
- Terry Date - ingegnere del suono
- Tad Doyle - batteria
- Jack Endino - ingegnere del suono
- Kurt Fedora - basso
- Mike Johnson - organo, chitarra acustica, basso, armonica, piano, chitarra elettrica, coro
- Dave Kreuger - violino
- Bob Ludwig - masterizzazione
- J Mascis - batteria
- Dan Peters - batteria
- Mark Pickerel - batteria
- Phil Sparks - basso
- Ted Trewhella - piano
- Justin Williams - organo